# Harold Wilensky
Harold L. Wilensky (ur. 3 marca 1923 w New Rochelle, zm. 30 października 2011 w Berkeley) – amerykański politolog. Współtwórca (wraz z Charlesem N. Lebeaux) tezy o wpływie industrializacji na rozwój instytucji pomocy społecznej.

## Życiorys
Wychowywał się w rodzinie o przekonaniach liberalnych. Studia licencjackie odbył w latach 1942 i 1945-1947 w Antioch College (z przerwą na służbę w Siłach Powietrznych USA). Pełnił funkcję dyrektora terenowego Voters Research Institute na Środkowy Zachód USA. Potem był asystentem badawczym w siedzibie United Auto Workers (UAW) w Detroit, a następnie (jako asystent głównego lobbysty) pracował w Ohio CIO Council. Przez trzy lata był zatrudniony w University of Chicago Union. Jego kariera akademicka obejmowała 28 lat na wydziałach socjologii na University of Michigan i Uniwersytecie Berkeley oraz na wydziale nauk politycznych na Berkeley, od 1982 do emerytury w 1991.
Stracił dom w pożarze w 1991. Żywioł zniszczył wtedy również ogromną kolekcją materiałów pierwotnych i szkiców artykułów.
W chwili śmierci ukończył książkę „Amerykańska ekonomia polityczna w perspektywie globalnej”, która miała zostać opublikowana w 2012, a dziewięć dni przed śmiercią wysłał końcowe wydruki próbne do Cambridge University Press. W tej książce, która zakończyła jego czterdziestoletni projekt dotyczący porównawczej ekonomii politycznej rozwiniętych krajów uprzemysłowionych. Poświęcił w niej szczególną uwagę minionym piętnastu latom kryzysu oraz współczesnej polityce, w tym amerykańskiej. 
Zmarł po długiej chorobie na raka gruczołu krokowego.

## Prace
Napisał 75 artykułów i 13 książek określanych w głównej mierze jako interdyscyplinarne, innowacyjne, bogate merytorycznie i skoncentrowane na ważnych sprawach z życia codziennego. Należały do nich m.in.:
- „Społeczeństwo przemysłowe i opieka społeczna” (1958),
- „Państwo opiekuńcze i równość” (1975),
- „Intelektualiści w związkach zawodowych” (1956)
- „Inteligencja organizacyjna” (1967)[2].

Prowadził szeroki zakres kursów z porównawczej ekonomii politycznej, socjologii pracy, wypoczynku i komunikacji masowej, organizacji złożonych, państwa opiekuńczego i polityki publicznej.
Był stypendystą Amerykańskiej Akademii Sztuk i Nauk oraz dwukrotnie stypendystą Center for Advanced Study in the Behavioural Sciences.

## Zainteresowania naukowe
Wniósł znaczący wkład w zrozumienie wpływu transformacji przemysłowej na strukturę, kulturę i politykę społeczną. Był także pionierem badań nad państwem opiekuńczym, życiem intelektualnym związków zawodowych, jak również strukturalnymi i ideologicznymi korzeniami niepowodzeń wywiadu w organach władzy i przemyśle.

## Rodzina
Żył z partnerką, Mary Roth Sharman. Miał synów: Stephena Davida z Glencoe w Kalifornii, Michaela Alana z Piedmont w Kalifornii, Daniela Lewisa z Atlantic Highlands w New Jersey i cztery wnuczki.